# Ulcot

Ulcot este o comună în departamentul Deux-Sèvres, Franța. În 2009 avea o populație de 59 de locuitori.